# Province de Sucre (Pérou)
La province de Sucre (en espagnol : Provincia de Sucre) est l'une des onze provinces de la région d'Ayacucho, au sud du Pérou. Son chef-lieu est la ville de Querobamba.

## Géographie
La province couvre une superficie de 1 785,64 km2. Elle est limitée au nord par la province de Vilcas Huamán, à l'est par la région d'Apurímac, au sud par la province de Lucanas et à l'ouest par la province de Victor Fajardo.

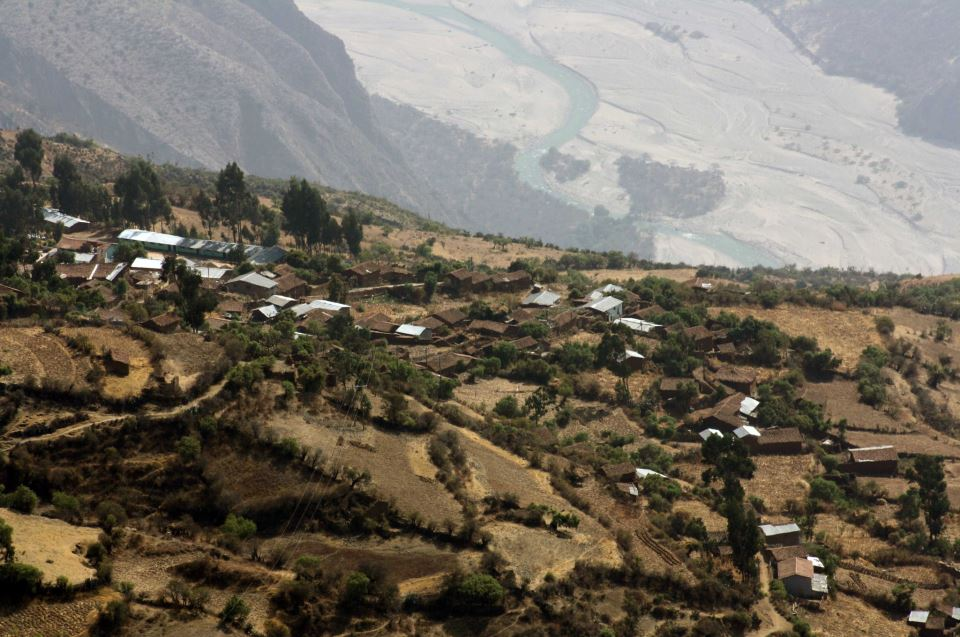
Vue panoramique du district de Belén, situé dans la province de Sucre Ayacucho au Pérou. photographie prise par José Ayala.

## Population
La population de la province s'élevait à 12 952 habitants.

## Subdivisions
La province de Sucre est divisée en onze districts :
- Belén
- Chalcos
- Chilcayoc
- Huacaña
- Morcolla
- Paico
- Querobamba
- San Pedro de Larcay
- San Salvador de Quije
- Santiago de Paucaray
- Soras